# آلونزو پولتون
آلونزو پولتون (انگلیسی: Alonzo Poulton؛ ۲۸ مارس ۱۸۹۰ – ۱۹۶۶ (۷۵−۷۶ سال)) بازیکن فوتبال بود.
از باشگاه‌هایی که در آن بازی کرده‌است می‌توان به باشگاه فوتبال وست برومویچ آلبیون، باشگاه فوتبال بریستول سیتی، باشگاه فوتبال ردینگ، باشگاه فوتبال مرثر تاون، باشگاه فوتبال ووستر سیتی، و باشگاه فوتبال میدلزبرو اشاره کرد.